# Faraglioni di Lipari
I Faraglioni di Lipari sono due scogli presenti nella zona meridionale dell'isola di Lipari, presso lo stretto tra quest'ultima e Vulcano, nelle Isole Eolie. Sono chiamati Pietra Lunga e Pietra Menalda e classificati come neck (o spine vulcaniche).

## Caratteristiche geologiche
I Faraglioni di Lipari sono ciò che rimane di edifici vulcanici che smisero di eruttare in epoca antica. Gli agenti atmosferici cominciarono allora ad eroderne le pendici, fino a farle scomparire completamente. Rimasero quindi soltanto due torri di magma solidificato (più resistente agli agenti atmosferici), che inizialmente stavano all'interno dei rispettivi condotti vulcanici. Come già accennato, tale tipo di formazione è detta neck.

## Flora e fauna
I Faraglioni, e le antistanti scogliere di Lipari, sono dominati dal gabbiano reale mediterraneo (Larus michahellis). È inoltre presente sugli scogli un ristretto numero di specie vegetali, di cui la più importante, soprattutto su Pietra Lunga, è il fiordaliso delle Eolie (Centaurea aeolica), endemico delle Isole Eolie.

## LeRupi Erranti
Un'antica tradizione letteraria ha identificato nei Faraglioni di Lipari le Rupi Erranti citate nell'Odissea.
(Odissea, XII, vv. 59-70. Traduzione di Maria Grazia Ciani)
In effetti sussistono varie analogie tra il testo omerico e i Faraglioni: rupi alte e scoscese, un mare spesso agitato e solcato da navi, fenomeni vulcanici (il cratere di Vulcano è assai vicino). Non è tuttavia possibile un'identificazione sicura tra le Rupi Erranti e i Faraglioni, sia perché anche altri luoghi sono stati proposti (per esempio il Bosforo), sia perché molti dei luoghi descritti nel poema omerico non sono da considerarsi reali, ma di fantasia.

## Voci correlate

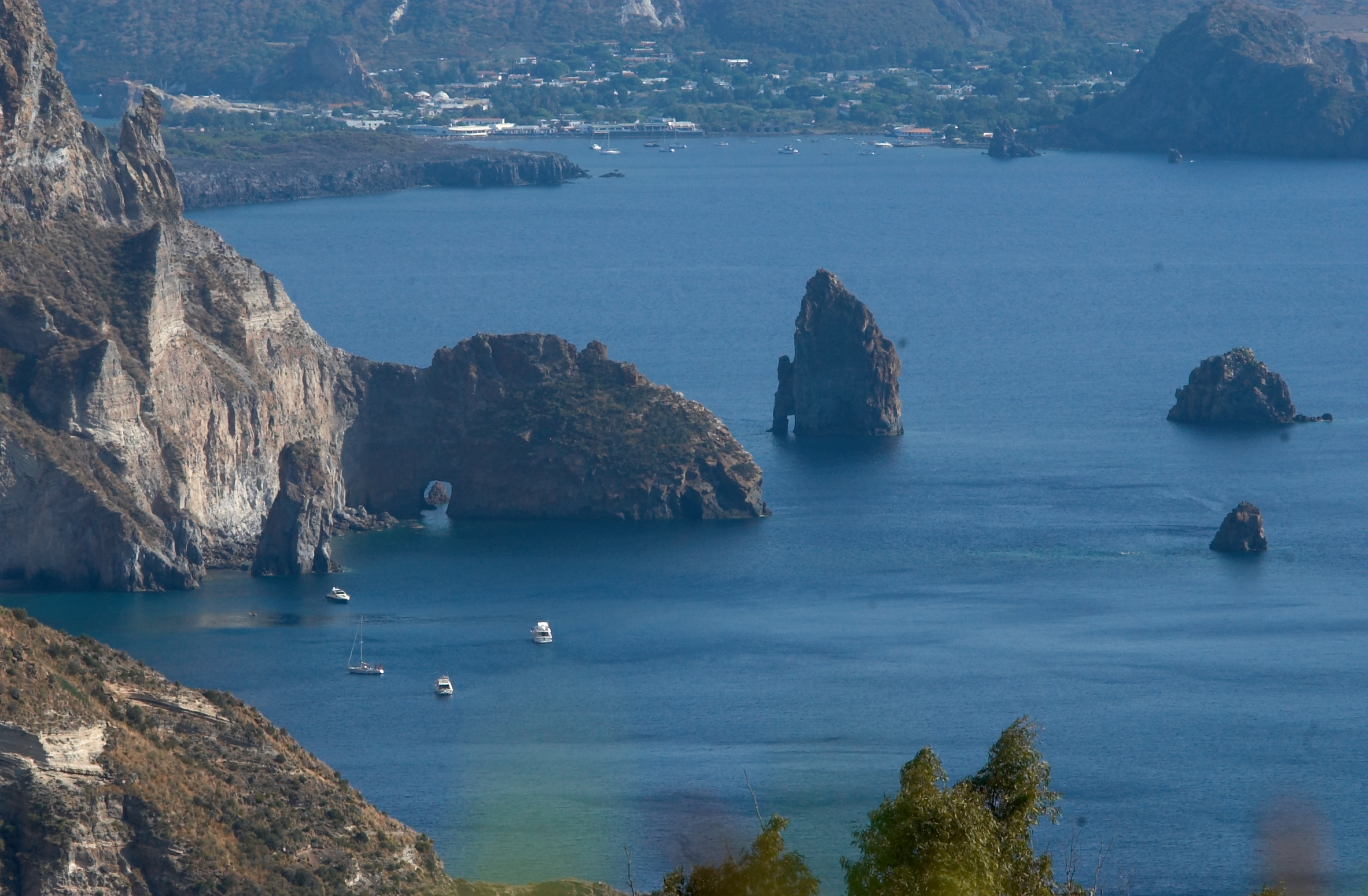
I Faraglioni e le antistanti scogliere di Lipari
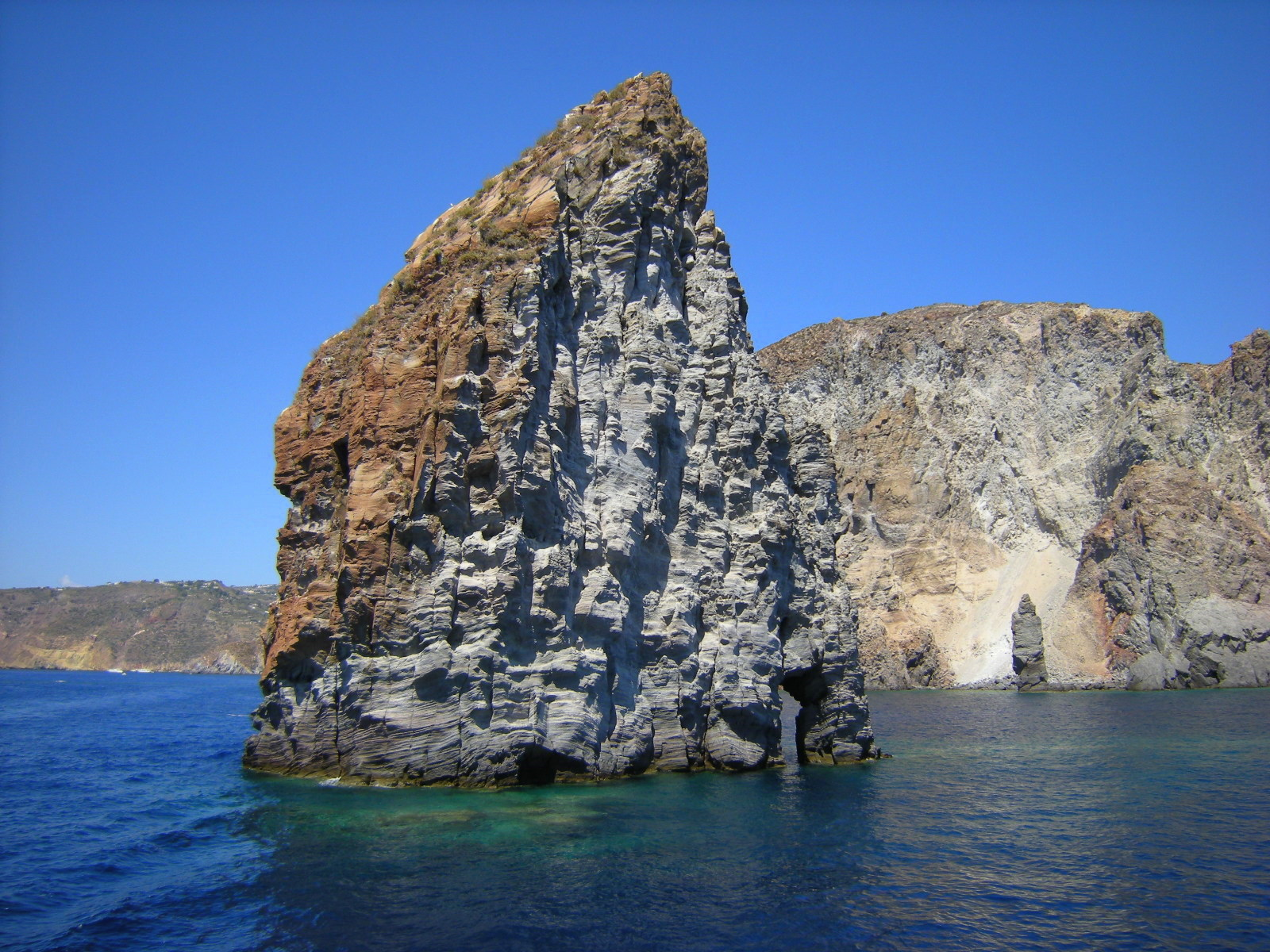
Pietra Lunga